# Triangle (SMAP의 노래)
Triangle(한국어: 트라이앵글)는 SMAP의 38번째 싱글이다. 2005년 11월 23일에 빅터 엔터테인먼트에서 발매되었다.

## 개요
- TV 아사히의 스포츠 중계 (토리노 올림픽, WBC 등)의 테마 송(2005년 11월부터 2006년 3월 이후에도 ISU 그랑프리 시리즈 이미지 송으로 사용되었다).
- 2005년 SMAP의 여름 라이브 투어 《SMAP이랑 갈래? SMAP SAMPLE TOUR FOR 62 DAYS》에서 첫 피로 된 곡이자, 과거 최고 시청률을 기록한 NTV 《24시간 TV 28 "사랑은 지구를 구한다"》중에서 가창 된 곡으로 "꼭 발매해 주었으면 한다"라고 하는 다수의 요청을 받아들여진 형태로 발매되었다.
- 〈freebird〉로부터 5작품 연속 통산 16작품의 오리콘 싱글 차트 1위를 획득했다. 또한, SMAP의 데뷔 이래 38작품 연속 TOP10에 랭크 인했다.
- 작사·작곡은 주로 SMAP의 〈라이온 하트〉, 〈Song2~the sequel to that~〉, &G(앤지)의 〈Wonderful Life〉 등의 히트 곡을 제공한 이치카와 요시야스가 맡았고, 편곡은 코니시 타카오이다.
- 이 싱글 매상으로 오리콘 사상 4번째가 되는 싱글 총 판매량 2000만장을 돌파해, 첫 차트 입성 이후 무려 14년 3개월만에 달성하게 되었다.(총 매출 2000만 장 돌파한 일본의 아티스트로는 SMAP, 사잔 올 스타즈], Mr.Children, B'z, 하마사키 아유미를 비롯해 5팀이다.)
- 〈Triangle〉은 이후, 2006년 7월 26일 발매의 앨범 〈Pop Up! SMAP〉에 수록되었다.
- 2008년부터는 일본의 고등학교 음악 교과서에 채용되는 것이 결정되었다.

## 수록곡
1. Triangle
  - 작사·작곡 : 이치카와 요시야스 / 편곡 : 코니시 타카오
2. Piece of world
  - 작사 : 시노자키 류이치 / 작곡 · 편곡 : h-wonder
3. Triangle (back track)
4. Piece of world (back track)

## 차트 최고 순위
- 주간 1위 (오리콘)
- 2005년 12월 월간 4위 (오리콘)
- 2006년 연간 18위 (오리콘)